# Mambo (serie digital)
Mambo es una comedia musical de RTVE en colaboración con Diffferent Entertainment (los creadores de Malviviendo) para Playz, la plataforma de contenidos digitales de RTVE.
Mambo es una serie digital de seis capítulos de entre 20 y 27 minutos; el primero se estrenó el 30 de octubre de 2017 y el sexto, que fue el último de la hasta ahora primera temporada, se estrenó el 13 de diciembre. Tras ser votada entre los usuarios de Playz para que fuera la primera serie a estrenarse en una terna con Dorien y Colegas, el segundo episodio se subió a internet el 8 de noviembre. La serie digital está dirigida, escrita y coprotagonizada por David Sainz, con la colaboración de Enrique Lojo en el guion y acompañado en el reparto por Aarón Gómez, Pablo Nicasso, David Pareja, Sofía M.Privitera, Álvaro Pérez o Abi Power, entre otros.
La trama habla de dos primos canarios, uno de ellos es una antigua estrella de la canción infantil y el otro un youtuber famoso pero tímido, que tratarán de triunfar en el mundo de la música.
La serie cuenta con más de veinte temas originales producidos por Legalize Sound entre los que hay rumba, reguetón, trap, indie-pop, rap noventero o baladas y entre las apariciones estelares están las de los humoristas Manu Sánchez y Juan Amodeo, el actor Antonio Dechent, el músico Javián o la actriz Lucía Hoyos.

## Sinopsis
Julio Mambo (David Sainz) fue de niño una famosísima estrella internacional de la canción. Cuando cambió su voz, desapareció su fama junto a aquel tono agudo en el que cantaba al verano, las niñas, las chuches y la suerte.
Su primo Gustavo (Aarón Gómez) triunfa con su canal de YouTube tocando covers e interpretando sus propias canciones románticas, aunque nadie sabe cómo es su cara. Siempre ha sido muy tímido y no está interesado en la fama. Juntos, tratarán de volver a la primera línea de la música. Por el camino, se enfrentarán a raperos barriobajeros, agentes caraduras o grupis con pulsiones asesinas.

### Temporada 1
Capítulo 1
Julio Mambo (David Sáinz) fue una estrella infantil internacional hasta que dejó de ser niño. En la actualidad es un perdedor que se resiste a aceptar que ha tocado fondo. Un día descubre que su primo Gustavo (Aaron Gómez) es una estrella en internet y lo ve como su última oportunidad para volver a ser una estrella. Sin embargo, el tímido e inestable Gustavo no está por la labor.
Capítulo 2
Los primos Mambo son muy diferentes pero ahora tienen un objetivo común: la música. Buscan y encuentran a Toni, que se convertirá en su peculiar representante y que les graba su primer sencillo, aunque no es exactamente lo que ellos esperan. Aunque Julio entiende que a veces hay que adaptarse, el orgullo de Gustavo se convierte en un problema.
Capítulo 3
Los Mambo van a un barrio chungo en busca de inspiración para componer un trap. Allí se encuentran con Angelito, un cani viejo que atemorizaba a Gustavo de pequeño y que, a partir de ahora, se convertirá en el guardaespaldas del grupo. Toni el mánager tiene claro lo que hay que hacer para que los primos lo peten en internet: grabar un videoclip con la ayuda de su sobrino Juanan, que ha estudiado un módulo de audiovisuales.
Capítulo 4
Toni el mánager convence a Julio y a Gustavo de que vayan a una fiesta de influencers. Allí conocen a PepiPlay8584, un youtuber que millones de followers que, según Julio, le copia descaradamente. Pero Gustavo tiene otras cosas en la cabeza: la chica a la que conoció el otro día en la calle y sus crípticos mensajes de WhatsApp.
Capítulo 5
La relación de Gustavo con Candela va viento en popa, algo que creará roces entre los dos primos Mambo. Julio, para no ser menos, empieza a salir con María, una grupi bajita que siempre va subida a un cajón de fruta.
Capítulo 6
Tras la ruptura del grupo, Julio y Gustavo emprenden carreras en solitario: Julio ha conseguido la fama como presentador de un programa infantil en el que canta canciones ñoñas y hace manualidades. Mientras tanto, Gustavo ha formado un dúo musical con su novia, pero hay un problema: a Candela empieza a subírsele el ego a la cabeza.

### Temporada 2
[actualizar]

## Recepción
En los dos primeros meses desde su estreno, Mambo se convirtió en un éxito de audiencia digital. En esos dos meses, los seis capítulos de Mambo y todos sus videoclips acumularon ya más de 2,5 millones de visualizaciones en la web de Playz, en su canal de Youtube y en sus redes sociales. 
La revista Fotogramas la incluyó en su lista de mejores series españolas de 2017, a partir de votaciones de críticos de televisión. En la XXIII edición de los Premios Zapping, Mambo ha sido votada entre las finalistas a mejor serie junto a La casa de papel y Sé quién eres.

## Criminalística
El programa que aparece dentro de la segunda temporada de Mambo, Criminalística, se hizo como una serie aparte. Es una parodia de programas latinos de crimen y de telenovelas. Tiene tres episodios.